# Кононович, Михаил Павлович
Михаи́л Па́влович Кононо́вич (1899, Пружаны, Гродненская губерния — 1960, ?) — деятель ГПУ/НКВД СССР, капитан государственной безопасности, как работник центрального аппарата НКВД СССР состоял в опергруппе, направленной в Магадан для реализации приказа 00447. Входил в состав особой тройки НКВД СССР, внесудебного и, следовательно, не правосудного органа уголовного преследования.

## Биография
Михаил Павлович Кононович родился в городе Пружаны Гродненской губернии в 1899 году. В 1918 году стал членом РКП(б). С 1919 года его деятельность стала связана с работой в органах ВЧК−ОГПУ−НКВД.
В 1937 году его, как работника центрального аппарата НКВД СССР, командировали на Дальстрой, с целью реализации на месте исполнения приказа НКВД СССР № 00447. Этот период отмечен вхождением в состав особой тройки, созданной по приказу НКВД СССР от 30.07.1937 № 00447.
В 1938 году работает заместителем начальника отделения в 3-м отделе ГУГБ НКВД СССР. С 5 октября 1938 года назначается начальником 3-го отдела строительства НКВД № 210 и ИТЛ. С 14 марта по 7 сентября 1939 года работал начальником 3-го отдела строительства НКВД № 211 и ИТЛ в Винницкой области, после чего был уволен по выслуге сроков действительной службы.
Дальнейшая судьба неизвестна. Скончался в 1960 году.

## Награды
- Почётный сотрудник госбезопасности V
- Медаль XX лет Рабоче-Крестьянской Красной Армии (22.2.1938)